# Владимиров, Владимир Михайлович
Влади́мир Миха́йлович Влади́миров (6 (18) июля 1886, Курилово, Покровский уезд, Владимирская губерния — 13 ноября 1969, Москва) — российский и советский живописец, график и архитектор.

## Биография
Родился в деревне Курилово Покровского уезда Владимирской губернии (ныне — Шатурский район Московской области). Отец — Михаил Никитич Владимиров (1856—1927) был управляющим в лесных хозяйствах Лосева и Морозова, в дальнейшем сам стал лесопромышленником, купцом 1 гильдии. Организовал со своим братом Кириллом фирму «Никиты Владимирова сыновья». По роду своей деятельности он переселился в Костерево, а потом на окраину Москвы в село Всехсвятское, где приобрел 2 гектара земли и построил дом, перевезя сюда свою пасеку. Мать — Агафья Васильевна Владимирова была домохозяйкой; в семье было четверо детей. По семейной легенде Владимировы происходили из крестьян графа Воронцова, которые строили Воронцовский дворец в Крыму, после их переселили в Курилово для ведения строительных работ в другом имении графа — «Андреевское».
В 1901—1907 годах В. М. Владимиров учился в Строгановском училище; среди его учителей были Н. А. Сергеев, Н. А. Андреев, С. А. Виноградов, Д. А. Щербиновский. Окончил училище со званием «учёного рисовальщика» по классу скульптуры.
Сдав экстерном экзамены на аттестат зрелости при 2-м Кадетском корпусе, отправился в Петербург продолжать образование. В 1908—1917 годах учился на архитектурном отделении Института гражданских инженеров. Одновременно работал техником-контролером и техником-проектировщиком на разных строительных объектах. В Петербурге В. М. Владимиров жил у Пяти Углов. Там же он познакомился со своей будущей супругой — Лидией Михайловной Воробьёвой. Венчание молодых состоялось в церкви Михайловского замка, где на тот момент находился Институт гражданских инженеров.
В 1913—1915 годах В. М. Владимиров совершил несколько поездок по русскому северу, фотографировал и зарисовывал памятники древнерусской архитектуры. Многие из этих работ вошли в монографию В. М. Владимиров «Русское деревянное зодчество», изданную Академией архитектуры СССР в 1942 году.
Первая же его книга, состоящая из 2-х выпусков — «Старые архитектурные проекты 1809, 1812, 1842. Ампир Александровского времени» была издана им самим в Петрограде в 1916 году. В этом же году прошла первая персональная выставка В. М. Владимирова в Михайловском замке, которая вызвала большой интерес к памятникам древне-русской архитектуры.
По окончании Института гражданских инженеров в 1917 году вернулся в Москву.
Работал архитектором, совместно с А. В. Щусевым принимал участие в строительстве станций и сооружений Московско-Казанской железной дороги, в 1920—1930 годах проектировал промышленные и общественные здания (в том числе дома культуры) в Москве. В 1925 году возглавил проектный отдел строительной конторы «Мосдрев». За период его работы объединением было построено более 100 сборных жилых строений в городе Москве и Московской области. В 1926 году объединение «Мосдрев» было реорганизовано и на его базе создали контору «Строитель» для строительства промышленных зданий; В. М. Владимиров возглавил проектный отдел этой конторы. Были построены в Москве заводы «Фрезер», «Станколит», «Калибр», корпус газеты «Правда» и другие. В. М. Владимировым был подготовлен проект Смоленского рынка, удостоенный премии на Всесоюзном открытом конкурсе. По проектам В. М. Владимирова были построены в Москве — универмаг Мосторга на площади Ильича, клуб «Красные текстильщики» на Якиманской набережной, клуб «Пролетарий» на шоссе Энтузиастов, Дальбанк в Хабаровске, Театр-клуб в Память 9 января.
С середины 1930-х годов он отошёл от практической архитектурной деятельности. Преподавал в Московском электромеханическом институте транспорта (1925—1931), Московском авиационном институте (1936—1942), Военно-воздушной академии имени Жуковского, Железнодорожной академии, Московском архитектурном институте (1936—1944), МИПИДИ (1942-1946) и Военно-инженерной Академии имени Куйбышева (1949—1956). В 1935 году был утвержден в звании доцента по кафедре начертательная геометрия.
В начале 1920-х годов одновременно с работой архитектора В. М. Владимиров учился живописи в ВХУТЕМАСе у И. И. Машкова, А. В. Куприна, Р. Р. Фалька, впоследствии стал заметным живописцем. Является автором пейзажей Русского Севера, Крыма и Кавказа, серии акварелей с видами дворцово-парковых ансамблей Бахчисарая, Кусково, Останкино, натюрмортов, портретов. По мнению искусствоведа В. С. Манина творческая манера Владимирова близка к манере фовистов и членов «Бубнового валета». Манин характеризует Владимирова как «художника редкого колористического дара и чутья цвета, писавшего яркие, эмоционально нагруженные произведения»:
Владимиров — художник уникально яркий в буквальном смысле слова, поскольку его «Натюрморт с цветами» (1918) по интенсивности цвета превосходит Гогена, Ван Гога, Дерена, Ван Донгена, немецких экспрессионистов или наших колористов А. Лентулова, В. Кандинского, М. Сарьяна. <…> Вместе с тем Владимиров близок к Кандинскому и Экстер в побуждении создать гармонию вызывающе ярких цветов, соединив силу их звучания некой оркестровой аранжировкой. Близок он Кандинскому и в стремлении озвучить цвет, создать цветовые ассоциации. Но в отличие от звучных «цветовиков» он напрягает предметный цвет, извлекает из него предельное звучание, которое не оглушает, а радует яркостью и жизнеподобным цветом. Предметные изображения Владимиров обогащает полутонами, посредством чего он не рисует, а живописует.
Работы В. М. Владимирова находятся в Государственной Третьяковской галерее, в Музее истории Москвы, Музее архитектуры имени Щусева, в Музее личных коллекций при Мосгорархиве (фонд 213), в галерее Владимиро-Суздальского музея-заповедника, Музее Бахчисарая в Крыму, Музее города Пензы, Музее имени Савицкого в Нукусе (Каракалпакстан, Узбекистан), частных собраниях России, Франции, США, Германии, Финляндии, Англии и других.
Умер в 1969 году. Похоронен на Николо-Архангельском кладбище.

## Выставки
Персональные выставки В. М. Владимирова
- в Москве — 1956, 1974, 1987, 1998.
- во Владимире — 1988.
- во Франции — 2000, 2005, 2007, 2008, 2010.

Коллективные выставки:
- Международная выставка в Нью-Йорке — 1939.
- Выставки в залах Всекохудожника в Москве — 1929, 1931, 1933.
- Выставка молодых московских художников в Историческом музее в Москве — 1934.
- Выставка в Институте МЭМИИТ — 1935.
- Выставка в институте МАИ — 1939.
- Выставка московских художников живописцев и графиков в Твери — 1940.
- Выставка в клубе завода «Каучук» в 1946 году.
- Выставка акварели и гуаши Московского Союза художников — 1952.
- Выставка акварели в Московском институте прикладного и декоративного искусства — 1953.
- Выставка в Манеже к 30-летию МОСХа — 1962.
- Третья выставка даров Советскому фонду культуры в Москве — 1990.
- Выставка русских художников Парижа в Российском культурном центре. Франция — 1999.
- Выставка русского авангарда 1920—1930 годов в галерее Попова во Франции — 2001
- Выставка «Московские архитекторы 1920—1930 годов» в Москве. Мосгордума. — 2001
- Выставка личных коллекций музея-архива при Мосгорархиве на ВВЦ.Москва — 2002
- Выставка «Война и мир» в Москве — 2002
- Выставка Фонда коллекций города Сан-Манде. Франция — 2009